# Sankt Katharinen (Landkreis Neuwied)
Sankt Katharinen (Landkreis Neuwied) är en kommun och ort i Landkreis Neuwied i förbundslandet Rheinland-Pfalz i Tyskland.
Kommunen ingår i kommunalförbundet Verbandsgemeinde Linz am Rhein tillsammans med ytterligare sex kommuner.